# Newtonia duparquetiana
Newtonia duparquetiana là một loài thực vật có hoa trong họ Đậu. Loài này được (Baill.) Keay miêu tả khoa học đầu tiên.